# 拉籌伯 (澳大利亞國會選區)
拉籌伯選區（英語：Division of La Trobe），是澳大利亞昆士蘭州的下議院選區，位於州府墨爾本東郊。面積558平方公里。
選區始於1949年，以第一任州督查爾斯·拉籌伯命名，是澳大利亞工黨與保守的自由黨的競爭選區。2010年大選，尋求連任的、自由黨的賈森·伍德被在工黨參選人羅拉·史密斯擊敗。